# Percy Jackson & lyntyven
Percy jackson & lyntyven er en action-fantasyfilm fra 2010, baseret på bogen af Rick Riordan af samme navn. Her medvirker nogle kendte amerikanske skuespillere bl.a. Sean Bean, Uma Turman og Pierce Brosnan. Filmen har modtaget både god og dårlig kritik. Den handler meget om de græske guder og mytologiske væsener. Igennem hele handlingen følger man Percy Jackson.

## Plot
Percy Jackson (Logan Lerman) er ordblind dreng med ADHD. Han er på en skoleudflugt til et museum og bliver undervist om græsk mytologi af Mr. Brunner (Pierce Brosnan) sammen med sin bedste ven Grover (Brandon T. Jackson). Percys engelskvikar, mrs. Dodds (Maria Olsen) vil tale med ham under rundvisningen. Hun viser sig at være en flyvende furie og truer med at slå ham ihjel hvis ikke han fortæller hvor "tordenkilen" er. Brunner og Grover hjælper ham, da Brunner truer med at dræbe furien. Brunner beder Grover om at tage Percy hjem til hans mor. Derhjemme bliver Percys overdovne papfar Gabe (Joe Pantoliano) sur da Percy provokerer ham. Grover slår ham ned med sine krykker så Gabe besvimer. Percy, Grover og Sally (Percys mor, Chaterine Keener) rejser ud til den hemmelige Halvblods-lejr. Men de bliver angrebet af en minotaurer og Sally dør. Percy får dræbt minotauren, men besvimer bagefter. Efter tre dage vågner Percy op i Halvblods-lejren. Her møder han Grover, der er en satyr og Brunner, som er den kendte kentaur Chiron. Percy bliver trænet på Det blå hold i lejren hvor lederen Luke (Jake Abel), søn af guden Hermes vælger ham til holdet og de bliver derfor kammerater. Percy sikrer holdet sejr da han overvinder Det røde holds bedste kriger Annabeth (Alexandra Daddarrio), datter af visdoms-gudinden Athene. Percy finder tidligere ud af at han er søn af havguden Poseidon (Kevin McKIdd) og anklaget for at have stjålet Zeus' (Sean Bean, gudekongen) tordenkile, verdens mest magtfulde våben. Hades (underverdenens gud, Steve Coogan) bryder ind som en dæmon og fortæller at han har Sally i sin varetægt og vil gerne bytte hende ud med kilen. Percy (der vil redde Sally), Grover og Annabeth (som vil hjælpe) rejser med hjælp fra Luke ud i USA for at finde tre af Persefones perler så de kan tnelumboransporteres tilbage fra Hades igen. Ved hjælp af Lukes kort finder de stedet hvor den første perle er gemt. De finder ud af at de er i Medusas (Uma Thurman) hule. Percy skærer hovedet af Medusa ved hjælp af Chirons sværd (der kan formes som en lille kuglepen). Medusa havde perlen på sit håndled og de tager den første perle og hovedet der kan forstene folk. De tager til Nashville. På turen finder de ud af at Percy er eftersøgt af politiet. De finder den anden perle om natten på et museum i panden af en kopi af Athene Parthenos-statuen. Rengøringsfolkene smelter sig om til uhyret hydra og det indleder en kamp. Grover forstener hydraen med hovedet. Nu skal de have den sidste perle i et kasino i Las Vegas. Percy finder ud af at de er blevet holdt hen af de såkaldte Lotusblomster og har været i kasinoet i fem dage. De finder den sidste perle og derefter indgangen til Hades i Hollywood. De betaler færgemanden Cherion og kommer til Hades og hans hustru Persefones palads. Hades opdager kilen i Percys skjold og vil dræbe dem alle fire (inklusiv Sally). Persefone gør Hades bevidstløs med kilen. Grover bliver i paladset da perlerne kun kan transportere en ad gangen. Da de alle tre når til portalen (som er en elevator) kommer Luke med sine vingesko og afsløre sig selv som lyntyven. Percy besejrer Luke og de tager til Olympen, gudernes bjerg og hjem. Percy giver kilen til Zeus og genforenes med sin far Poseidon. Zeus får Grover ud fra underverdenen. Percy bor nu i Halvblods-lejren. Percy har, efter rulleteksterne, gemt Medusas hoved i Sallys hus og Gabe bliver forstenet.

## Medvirkende
- Logan Lerman: Percy Jackson Hovedperson.
- Brandon T. Jackson: Grover en satyr og bedste ven af Percy.
- Pierce Brosnan: Mr. Brunner og kentauren Chiron.
- Kevin McKridd: havets gud Poseidon, Percys far.
- Keener: Percys mor.
- Alexandra Daddarino: Annabeth Percys bedste veninde.
- Jake Abel: Luke lyntyven.
- Steve Coogan: Hades underverdenes gud.
- Rossario Dawson: Persefone gudinde og dronning i Underverden.
- Joe Pantoliano: Gabe Ugliano Percys papfar.
- Sean Bean: Zeus gudekongen.
- Uma Thurman: Medusa.
- Maria Olsen: Mrs. Dodds og furien.